# Tartufo di Pizzo
Il tartufo di Pizzo è un prodotto tipico della pasticceria calabrese nato a Pizzo Calabro, in provincia di Vibo Valentia.

## Descrizione

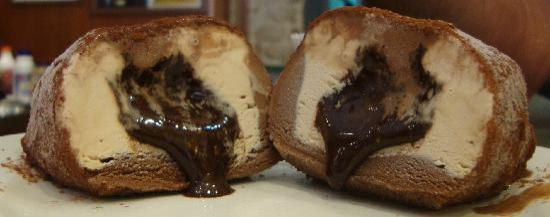
Interno del Tartufo di Pizzo

Si tratta di un gelato alla nocciola che viene modellato nel palmo della mano, a forma di semisfera con un cuore di cioccolato fondente fuso e ricoperto da una spolverata di cacao amaro in polvere e zucchero. È stato inventato negli anni '50 dello scorso secolo, quasi certamente ispirandosi all'omonimo cioccolatino della tradizione torinese commercializzato dalla Talmone, prodotto con gli stessi ingredienti e all'epoca popolarissimo.
A questo dolce tipico sono ispirati vari tartufi industriali che non hanno niente a che fare con quello artigianale. La produzione è tradizionalmente artigianale.

## Storia e origini
Nel 1940, il maestro pasticciere Dante Veronelli rileva dal napitino Pasquale Jennarelli nel centro di Pizzo il Gran Bar Excelsior, che in seguito cambierà il nome in Gelateria Dante proprio in onore al suo primo proprietario. Per proseguire l'attività imprenditoriale si avvale della collaborazione di un giovane pasticciere di Messina, Giuseppe De Maria, al secolo "Don Pippo". A seguito della morte del Veronelli, il De Maria rimane l'unico proprietario dell'esercizio. Il tartufo, nella sua forma attuale, nacque nel 1952 circa per puro caso, avendo esaurito gli stampi e le forme per confezionare il gelato sfuso per rifornire gli invitati di un matrimonio, sovrappose nell'incavo della mano una porzione di gelato alla nocciola ad uno strato di gelato al cioccolato, inserì quindi all'interno del cioccolato fuso ed avvolse il tutto in un foglio di carta alimentare da zucchero dandole la forma tipica del tartufo; il tutto fu messo a raffreddare.  Nel 1950, Giorgio Di Iorgi e Gaetano Di Iorgi, i quali avevano iniziato la loro carriera lavorativa dentro la gelateria con il ruolo di camerieri, cominciarono ad apprendere l'arte della produzione del gelato; 15 anni dopo, in seguito al pensionamento del maestro De Maria, Giorgio ne rilevò l'attività della Gelateria Dante, mentre Gaetano proseguì la produzione del Tartufo di Pizzo nell'attività di fronte ("Bar Ercole") che acquisì insieme a suo fratello Antonio nel 1965.
Attualmente, il Tartufo di Pizzo non gode di nessun riconoscimento con Marchio di Tutela UE, come erroneamente riportato da alcuni blog, ma fa parte solamente dell'elenco dei P.A.T. redatto annualmente dal Ministero delle Politiche Agricole e Forestali.